# Lamazère
Lamazère – miejscowość i gmina we Francji, w regionie Oksytania, w departamencie Gers.
Według danych na rok 1990 gminę zamieszkiwało 113 osób, a gęstość zaludnienia wynosiła 15 osób/km² (wśród 3020 gmin regionu Midi-Pireneje Lamazère plasuje się na 950. miejscu pod względem liczby ludności, natomiast pod względem powierzchni na miejscu 1285.).